# میاری
میاری (به لاتین: Miary) یک منطقهٔ مسکونی در ماداگاسکار است که در تولیارا دوم واقع شده‌است. میاری ۶٬۰۰۰ نفر جمعیت دارد و ۳۴ متر بالاتر از سطح دریا واقع شده‌است.